# United States Football League (2022)
Die United States Football League (USFL) war eine professionelle American-Football-Liga in den Vereinigten Staaten, die in den Jahren 2022 und 2023 aktiv war. Sie ging 2024 mit der XFL in die United Football League (UFL) auf.
Mit der von 1983 bis 1985 bestehenden Liga gleichen Namens bestand keine rechtliche Verbindung. Haupteigentümer der neuen USFL war Brian Woods, der zuvor die Fall Experimental Football League und The Spring League ins Leben gerufen hatte. Weiterer Eigentümer war der Fernsehsender Fox, der zusammen mit NBC auch die Fernsehrechte an der Liga hielt. Fox plante über drei Jahre eine Investition von 150 bis 200 Millionen US-Dollar in die Liga.
Am 29. September 2023 kündigten die USFL und die wieder gegründete XFL ihre Fusion an. Nach Bestätigung der Fusion durch die Kartellrechtsbehörden wurde der Start der neuen Liga für den 30. März 2024 angekündigt.

## Geschichte
Die Gründung der neuen Auflage der USFL wurde am 3. Juni 2021 bekanntgegeben. Als Start der Liga wurde April 2022 genannt. Vor dem Hintergrund der Covid-19-Pandemie wurde im Oktober 2021 Verhandlungen der USFL mit der Stadt Birmingham, Alabama bekannt, alle Spiele zumindest der ersten Saison in Birmingham stattfinden zu lassen.
Anfang Januar 2022 wurden die Namen der teilnehmenden Teams, später im Monat die General Manager und Head Coaches der acht Mannschaften bekannt gegeben. Ebenfalls im Januar 2022 wurde der Spielplan der ersten Saison veröffentlicht. Am 22. und 23. Februar 2022 fand der Draft der USFL statt. Der komplette Spielplan wurde am 7. März 2022 veröffentlicht.
Am 28. Februar 2022 legte eine Gruppe von ehemaligen Franchisebesitzern der früheren USFL Klage gegen die Benutzung des Namens der Liga und der Franchises ein. Eine erste Anhörung vor Gericht fand am 14. April 2022 statt. In dieser Anhörung kam der zuständige Richter zu dem Urteil, dass eine einstweilige Verfügung gegen die Nutzung der alten Namen nicht rechtens ist, da den bisherigen Besitzern kein nicht wiedergutzumachender Schaden durch die Nutzung entstehen würde. Dennoch ist er der Meinung, dass Markenrechtsverletzungen vorlägen, die es im weiteren Verlauf des Rechtsstreites zu klären gilt.
Das Eröffnungsspiel zwischen den Generals und den Stallions fand am 16. April 2022, 18.30 Uhr Ortszeit statt. Alle 40 Spiele der regulären Saison 2022 wurden in Birmingham ausgetragen. Im Protective Stadium fanden 32 Spiele statt, im Legion Field 8 Spiele. Die Play-Offs wurden vom 25. Juni bis 3. Juli 2022 im Tom Benson Hall of Fame Stadium in Canton, Ohio ausgetragen, da in Birmingham vom 7. bis 17. Juli 2022 die World Games 2022 stattfanden. Das erste Finale gewannen die Birmingham Stallions mit 33:30 gegen die Philadelphia Stars.
Am 15. November 2022 wurde bekanntgegeben, dass die Tampa Bay Bandits in der zweiten Saison nicht antreten würden. Die Spieler und Trainer wechselten zum neu gegründeten Team Memphis Showboats.
Die zweite Saison begann am 15. April 2023. Die acht Teams wurden vier Heimspielstandorten zugeteilt. Das Finale am 1. Juli 2023 – wie im Vorjahr im Tom Benson Hall of Fame Stadium ausgetragen – gewannen erneut die Birmingham Stallions, diesmal mit 28:12 gegen die Pittsburgh Maulers.

### Saison 2022
|   |                     | S | N | SQ    | DIV | P+  | P–  |
| - | ------------------- | - | - | ----- | --- | --- | --- |
| 1 | New Jersey Generals | 9 | 1 | 0,900 | 6–0 | 232 | 182 |
| 2 | Philadelphia Stars  | 6 | 4 | 0,600 | 4–2 | 262 | 243 |
| 3 | Michigan Panthers   | 2 | 8 | 0,200 | 2–4 | 211 | 236 |
| 4 | Pittsburgh Maulers  | 1 | 9 | 0,100 | 0–6 | 147 | 243 |

|   |                      | S | N | SQ    | DIV | P+  | P–  |
| - | -------------------- | - | - | ----- | --- | --- | --- |
| 1 | Birmingham Stallions | 9 | 1 | 0,900 | 5–1 | 234 | 169 |
| 2 | New Orleans Breakers | 6 | 4 | 0,600 | 3–3 | 196 | 164 |
| 3 | Tampa Bay Bandits    | 4 | 6 | 0,400 | 2–4 | 162 | 195 |
| 4 | Houston Gamblers     | 3 | 7 | 0,300 | 2–4 | 196 | 208 |

|  | Division Finals | Division Finals      | Division Finals |  |  | USFL Championship Game | USFL Championship Game | USFL Championship Game |
|  |                 |                      |                 |  |  |                        |                        |                        |
|  |                 |                      |                 |  |  |                        |                        |                        |
|  | S1              | Birmingham Stallions | 31              |  |  |                        |                        |                        |
|  | S2              | New Orleans Breakers | 17              |  |  |                        |                        |                        |
|  |                 |                      |                 |  |  | S1                     | Birmingham Stallions   | 33                     |
|  |                 |                      |                 |  |  | N2                     | Philadelphia Stars     | 30                     |
|  | N1              | New Jersey Generals  | 14              |  |  |                        |                        |                        |
|  | N2              | Philadelphia Stars   | 19              |  |  |                        |                        |                        |
|  |                 |                      |                 |  |  |                        |                        |                        |

### Saison 2023
|   |                     | S | N | SQ    | DIV | P+  | P–  |
| - | ------------------- | - | - | ----- | --- | --- | --- |
| 1 | Pittsburgh Maulers  | 4 | 6 | 0,400 | 4–2 | 177 | 178 |
| 2 | Michigan Panthers   | 4 | 6 | 0,400 | 3–3 | 171 | 215 |
| 3 | Philadelphia Stars  | 4 | 6 | 0,400 | 2–4 | 220 | 258 |
| 4 | New Jersey Generals | 3 | 7 | 0,300 | 3–3 | 187 | 212 |

|   |                      | S | N | SQ    | DIV | P+  | P–  |
| - | -------------------- | - | - | ----- | --- | --- | --- |
| 1 | Birmingham Stallions | 8 | 2 | 0,800 | 4–2 | 287 | 196 |
| 2 | New Orleans Breakers | 7 | 3 | 0,700 | 4–2 | 237 | 184 |
| 3 | Houston Gamblers     | 5 | 5 | 0,500 | 2–4 | 223 | 236 |
| 4 | Memphis Showboats    | 5 | 5 | 0,500 | 2–4 | 190 | 213 |

|  | Division Finals | Division Finals      | Division Finals |  |  | USFL Championship Game | USFL Championship Game | USFL Championship Game |
|  |                 |                      |                 |  |  |                        |                        |                        |
|  |                 |                      |                 |  |  |                        |                        |                        |
|  | S1              | Birmingham Stallions | 47              |  |  |                        |                        |                        |
|  | S2              | New Orleans Breakers | 22              |  |  |                        |                        |                        |
|  |                 |                      |                 |  |  | N1                     | Pittsburgh Maulers     | 12                     |
|  |                 |                      |                 |  |  | S1                     | Birmingham Stallions   | 28                     |
|  | N1              | Pittsburgh Maulers   | 31              |  |  |                        |                        |                        |
|  | N2              | Michigan Panthers    | 27              |  |  |                        |                        |                        |
|  |                 |                      |                 |  |  |                        |                        |                        |

## Mannschaften
Die Liga startete 2022 mit acht Mannschaften, die alle in Birmingham, Alabama spielten. Für die Saison 2023 wurden die Tampa Bay Bandits durch  die Memphis Showboats ersetzt, nachdem Memphis als einer der nun vier Hubs dazukam. Im Dezember 2023 informierte die Liga die Spielergewerkschaft USFLPA, dass nach Fusion mit der XFL vier Teams der USFL in die neue Liga übernommen werden. Dabei übernahmen die Gamblers den Namen und das Branding des XFL-Teams Houston Roughnecks.
| Team                 | Spielzeiten    | Spielort 2023                                    | UFL            |
| South Division       | South Division | South Division                                   | South Division |
| -------------------- | -------------- | ------------------------------------------------ | -------------- |
| Birmingham Stallions | 2022–2023      | Protective Stadium, Birmingham, Alabama          | Ja             |
| New Orleans Breakers | 2022–2023      | Protective Stadium, Birmingham, Alabama          | —              |
| Houston Gamblers     | 2022–2023      | Simmons Bank Liberty Stadium, Memphis, Tennessee | Ja             |
| Memphis Showboats    | 2023           | Simmons Bank Liberty Stadium, Memphis, Tennessee | Ja             |
| Tampa Bay Bandits    | 2022           | —                                                | —              |
| North Division       |                |                                                  |                |
| Michigan Panthers    | 2022–2023      | Ford Field, Detroit, Michigan                    | Ja             |
| Philadelphia Stars   | 2022–2023      | Ford Field, Detroit, Michigan                    | —              |
| New Jersey Generals  | 2022–2023      | Tom Benson Hall of Fame Stadium, Canton, Ohio    | —              |
| Pittsburgh Maulers   | 2022–2023      | Tom Benson Hall of Fame Stadium, Canton, Ohio    | —              |